# Massimo Pericolo
Massimo Pericolo (* 30. November 1992 in Gallarate, Provinz Varese als Alessandro Vanetti) ist ein italienischer Rapper.

## Karriere
Im Alter von 17 Jahren zog Vanetti aus dem Elternhaus aus und ließ sich in Brebbia nieder. Zunächst unter dem Künstlernamen Skinny Bitch versuchte er sich als Rapper. 2014 wurde er im Rahmen einer größeren Aktion der italienischen Drogenfahndung verhaftet und musste eine Gefängnisstrafe verbüßen. Mit dem Lied 7 miliardi, 2019 unter dem neuen Pseudonym Massimo Pericolo („höchste Gefahr“) veröffentlicht, erregte der Rapper erstmals größere Aufmerksamkeit. Im selben Jahr erschien seine Single Sabbie d’oro und schließlich sein Debütalbum Scialla semper, koproduziert von den Crookers, auf dem er unter anderem seine Erfahrungen im Gefängnis verarbeitete.
Nach dem Erfolg des ersten Albums legte Massimo Pericolo weitere Singles nach und arbeitete im Lied Moonlight popolare 2020 mit dem Sänger Mahmood zusammen. 2020 veröffentlichte er das zweite Album Solo tutto, das die Spitze der italienischen Charts erreichte.

## Diskografie

### Alben
| Jahr | Titel Musiklabel                    | Höchstplatzierung, Gesamtwochen, AuszeichnungChartplatzierungen (Jahr, Titel, Musiklabel, Platzierungen, Wochen, Auszeichnungen, Anmerkungen) | Höchstplatzierung, Gesamtwochen, AuszeichnungChartplatzierungen (Jahr, Titel, Musiklabel, Platzierungen, Wochen, Auszeichnungen, Anmerkungen) | Anmerkungen                                               |
| Jahr | Titel Musiklabel                    | IT | CH | Anmerkungen                                               |
| ---- | ----------------------------------- | --- | --- | --------------------------------------------------------- |
| 2019 | Scialla semper Epic Records (SME)   | IT4 ×2Doppelplatin · (177 Wo.)IT | — | Erstveröffentlichung: 12. April 2019 Verkäufe: + 100.000  |
| 2021 | Solo tutto Epic Records (SME)       | IT1 Platin · (68 Wo.)IT | CH55 (1 Wo.)CH | Erstveröffentlichung: 26. März 2021 Verkäufe: + 50.000    |
| 2023 | Le cose cambiano Epic Records (SME) | IT1 Platin · (34 Wo.)IT | CH23 (1 Wo.)CH | Erstveröffentlichung: 1. Dezember 2023 Verkäufe: + 50.000 |

### Singles (Auswahl)
| Jahr | Titel Album                                | Höchstplatzierung, Gesamtwochen, AuszeichnungChartsChartplatzierungen (Jahr, Titel, Album, Platzierungen, Wochen, Auszeichnungen, Anmerkungen) | Anmerkungen                                                              |
| Jahr | Titel Album                                | IT | Anmerkungen                                                              |
| --- | ------------------------------------------ | --- | ------------------------------------------------------------------------ |
| 2019 | 7 miliardi Scialla semper                  | IT48 Platin · (2 Wo.)IT | Erstveröffentlichung: 22. Januar 2019 Verkäufe: + 50.000                 |
| 2020 | Moonlight popolare –                       | IT3 Gold · (6 Wo.)IT | Erstveröffentlichung: 15. Mai 2020 Verkäufe: + 35.000; mit Mahmood       |
| 2020 | Beretta Solo tutto                         | IT84 (1 Wo.)IT | Erstveröffentlichung: 17. Juli 2020                                      |
| 2021 | Bugie Solo tutto                           | IT28 Gold · (1 Wo.)IT | Erstveröffentlichung: 19. Februar 2021 Verkäufe: + 50.000                |
| 2024 | Nino nino –                                | IT90 (1 Wo.)IT | Erstveröffentlichung: 13. September 2024 mit Emis Killa & Merk & Kremont |
| Folgende Lieder erschienen nicht als Single, wurden aber durch das Album zum Download und Streaming bereitgestellt und konnten somit eine Platzierung erlangen: |                                            | |                                                                          |
| |                                            | |                                                                          |
| 2019 | Amici Scialla semper                       | IT51 ×2Doppelplatin · (1 Wo.)IT | Verkäufe: + 200.000                                                      |
| 2019 | Ansia Scialla semper                       | IT63 Gold · (1 Wo.)IT | Verkäufe: + 35.000; feat. Ugo Borghetti                                  |
| 2019 | Sabbie d’oro Scialla semper                | IT66 Gold · (1 Wo.)IT | Verkäufe: + 35.000; feat. Generic Animal                                 |
| 2019 | Soldati Scialla semper                     | IT69 (1 Wo.)IT |                                                                          |
| 2019 | Cocco Scialla semper                       | IT74 Gold · (1 Wo.)IT | Verkäufe: + 35.000                                                       |
| 2019 | Polo nord Scialla semper – Emodrill Repack | IT33 ×2Doppelplatin · (30 Wo.)IT | Verkäufe: + 200.000; feat. Crookers & Nic Sarno                          |
| 2019 | Miss Scialla semper – Emodrill Repack      | IT100 Gold · (1 Wo.)IT | Verkäufe: + 35.000; feat. Crookers & Nic Sarno                           |
| 2019 | Star Wars Machete Mixtape 4                | IT4 Platin · (10 Wo.)IT | Verkäufe: + 50.000; mit Machete & Fabri Fibra                            |
| 2021 | Cazzo culo Solo tutto                      | IT15 (2 Wo.)IT | feat. Salmo                                                              |
| 2021 | Airforce Solo tutto                        | IT19 Platin · (3 Wo.)IT | Verkäufe: + 100.000; feat. Madame                                        |
| 2021 | Casa nuova Solo tutto                      | IT23 (2 Wo.)IT | feat. Venerus                                                            |
| 2021 | Stupido Solo tutto                         | IT27 ×2Doppelplatin · (19 Wo.)IT | Verkäufe: + 200.000                                                      |
| 2021 | Debiti Solo tutto                          | IT31 (1 Wo.)IT |                                                                          |
| 2021 | G Solo tutto                               | IT47 (1 Wo.)IT |                                                                          |
| 2021 | Sai solo scopare! Solo tutto               | IT49 (1 Wo.)IT |                                                                          |
| 2021 | Troia Solo tutto                           | IT52 Gold · (1 Wo.)IT | Verkäufe: + 50.000; feat. J. Lord                                        |
| 2021 | Fumo Solo tutto                            | IT54 (1 Wo.)IT |                                                                          |
| 2021 | 100K Solo tutto                            | IT57 (1 Wo.)IT |                                                                          |
| 2021 | Brebbia 2012 Solo tutto                    | IT61 Gold · (1 Wo.)IT | Verkäufe: + 50.000                                                       |
| 2021 | Bang Bang Solo tutto                       | IT71 (1 Wo.)IT |                                                                          |
| 2021 | Solo sex Solo tutto                        | IT92 (1 Wo.)IT |                                                                          |
| 2023 | Moneylove Le cose cambiano                 | IT1 ×2Doppelplatin · (23 Wo.)IT | Verkäufe: + 200.000; feat. Emis Killa                                    |
| 2023 | Straniero Le cose cambiano                 | IT5 Platin · (11 Wo.)IT | Verkäufe: + 100.000; feat. Tedua                                         |
| 2023 | Totoro 2 Le cose cambiano                  | IT26 (1 Wo.)IT |                                                                          |
| 2023 | Senza di me Le cose cambiano               | IT34 (1 Wo.)IT | feat. Baby Gang                                                          |
| 2023 | Ciao frate Le cose cambiano                | IT38 (1 Wo.)IT | feat. Niko Pandetta                                                      |
| 2023 | Diluvio Le cose cambiano                   | IT47 (1 Wo.)IT | feat. Fight Pausa                                                        |
| 2023 | Non parlarmi (Outro) Le cose cambiano      | IT55 (1 Wo.)IT |                                                                          |
| 2023 | Di persona Le cose cambiano                | IT60 (1 Wo.)IT | feat. Guè                                                                |
| 2023 | Fils de pute Le cose cambiano              | IT63 (1 Wo.)IT | feat. Speranze & Rafilù                                                  |
| 2023 | Come aria Le cose cambiano                 | IT64 (1 Wo.)IT |                                                                          |
| 2023 | Le cose cambiano (LCC) Le cose cambiano    | IT65 (1 Wo.)IT |                                                                          |
| 2023 | Massimo Pericolo (Intro) Le cose cambiano  | IT75 (1 Wo.)IT |                                                                          |
| 2023 | Ancora qua Le cose cambiano                | IT88 (1 Wo.)IT |                                                                          |
| 2023 | Insieme Le cose cambiano                   | IT97 (1 Wo.)IT |                                                                          |

Weitere Lieder
- 2019: Scialla semper (IT: Gold, Verkäufe: + 35.000[2])

### Gastbeiträge
| Jahr | Titel Album                                                        | Höchstplatzierung, Gesamtwochen, AuszeichnungChartsChartplatzierungen (Jahr, Titel, Album, Platzierungen, Wochen, Auszeichnungen, Anmerkungen) | Anmerkungen                                                                                   |
| Jahr | Titel Album                                                        | IT | Anmerkungen                                                                                   |
| --- | ------------------------------------------------------------------ | --- | --------------------------------------------------------------------------------------------- |
| 2019 | Scacciacani Kety                                                   | IT22 ×2Doppelplatin · (30 Wo.)IT | Erstveröffentlichung: 24. Mai 2019 Verkäufe: + 140.000; Ketama126 feat. Massimo Pericolo      |
| Folgende Lieder erschienen nicht als Single, wurden aber durch das Album zum Download und Streaming bereitgestellt und konnten somit eine Platzierung erlangen: |                                                                    | |                                                                                               |
| |                                                                    | |                                                                                               |
| 2019 | Appartengo (Il sangue) Persona                                     | IT5 Platin · (12 Wo.)IT | Verkäufe: + 50.000; Marracash feat. Massimo Pericolo                                          |
| 2022 | L’ultima volta 17                                                  | IT9 Platin · (8 Wo.)IT | Verkäufe: + 70.000; Emis Killa feat. Jake La Furia, Massimo Pericolo                          |
| 2020 | La story infinita Vita vera mixtape: Aspettando la Divina Commedia | IT16 (2 Wo.)IT | Tedua feat. Massimo Pericolo, Chris Nolan und Sick Luke                                       |
| 2020 | Summer’s Imagine 1990                                              | IT56 (1 Wo.)IT | Achille Lauro feat. Massimo Pericolo                                                          |
| 2020 | MP5 Dark Boys Club                                                 | IT61 (1 Wo.)IT | Dark Polo Gang feat. Massimo Pericolo                                                         |
| 2020 | Weekend Bloody Vinyl 3                                             | IT6 Platin · (6 Wo.)IT | Verkäufe: + 100.000; Bloody Vinyl, Slait & Young Miles feat. Lazza, Madame & Massimo Pericolo |
| 2021 | Ne male e nel bene Keta Music Vol. 3                               | IT56 (1 Wo.)IT | Emis Killa feat. Massimo Pericolo                                                             |
| 2021 | Solo Per Me MM volume 4                                            | IT24 Gold · (2 Wo.)IT | Verkäufe: + 50.000; Madman feat. Massimo Pericolo                                             |
| 2022 | Se rinasco Oro blu                                                 | IT50 (1 Wo.)IT | Bresh feat. Massimo Pericolo, Shune & Crookers                                                |
| 2023 | Need U 2Nite Madreperla                                            | IT4 Gold · (4 Wo.)IT | Guè feat. Massimo Pericolo                                                                    |
| 2023 | Traphouse Virus (Deluxe)                                           | IT85 (1 Wo.)IT | Noyz Narcos feat. Massimo Pericolo & Sine                                                     |
| 2023 | Il salto QVC 10 – Quello che vi consiglio, Vol. 10                 | IT44 (1 Wo.)IT | Gemitaiz feat. Massimo Pericolo                                                               |
| 2024 | 6sei6 Tutti i nomi del diavolo                                     | IT28 (2 Wo.)IT | Kid Yugi feat. Massimo Pericolo                                                               |
| 2025 | Salsa piccante Mentre Los Angeles Brucia                           | IT47 (1 Wo.)IT | Fabri Fibra feat. Gaia & Massimo Pericolo                                                     |

Weitere Gastbeiträge
- 2020: Autostrada del sole (Sick Budd, feat. Massimo Pericolo & Crookers, IT: Gold, Verkäufe: + 50.000[2])
- 2022: Stanotte (Ty1 feat. Coez & Massimo Pericolo, IT: Gold, Verkäufe: + 50.000[2])

## Belege
1. 1 2 3  Chartquellen: IT CH
2. 1 2 3 4 5 6 7 8 9 10 11 12 13 14 15 16 17 18 19 20 21 22 23 24 25 26 27  Auszeichnungsarchiv. FIMI, abgerufen am 1. Januar 2025.

| Personendaten    | Personendaten                     |
| ---------------- | --------------------------------- |
| NAME             | Pericolo, Massimo                 |
| ALTERNATIVNAMEN  | Vanetti, Alessandro (Geburtsname) |
| KURZBESCHREIBUNG | italienischer Rapper              |
| GEBURTSDATUM     | 30. November 1992                 |
| GEBURTSORT       | Gallarate, Provinz Varese         |